# Juliana Suter
Juliana Suter (* 23. April 1998) ist eine ehemalige Schweizer Skirennfahrerin. Ihre Stärken lagen in den Disziplinen Abfahrt und Super-G. Ihre ältere Schwester Jasmina ist ebenfalls Skirennfahrerin.

## Biografie
Als 16-Jährige nahm Suter ab November 2014 an FIS-Rennen teil. Sie trat zunächst in allen Disziplinen an, begann sich dann aber allmählich auf die schnellen Disziplinen zu spezialisieren. Die ersten Einsätze im Europacup folgten im Februar 2016, wenn auch noch ohne zählbares Ergebnis. Erst ein Jahr später gelang ihr erstmals eine Platzierung in den Punkterängen. Endgültig im Europacup etablieren konnte sie sich zu Beginn der Saison 2016/17, als sie am 21. Dezember 2017 im Fassatal zwei Abfahrten am selben Tag für sich entschied. Bei den Junioren-Weltmeisterschaften 2018 in Davos gewann sie die Abfahrts-Silbermedaille, im März 2018 den Schweizer Abfahrts-Juniorenmeistertitel. In der Saison 2018/19 gelangen ihr im Eurapacup drei weitere Podestplätze. Daraufhin hatte sie am 27. Januar 2019 ihr Weltcup-Debüt und holte mit Platz 18 in der Abfahrt von Garmisch-Partenkirchen auf Anhieb die ersten Weltcuppunkte. Bei den Juniorenweltmeisterschaften 2019 im Fassatal gewann sie die Goldmedaille in der Abfahrt.
Bei der Weltcup-Abfahrt in St. Anton am Arlberg zog sie sich im Januar 2021 einen Kreuzbandriss und eine Zerrung des Innenbandes im linken Kniegelenk zu. Sie wurde daraufhin in der Uniklinik Balgrist operiert und fiel für den Rest der Saison 2020/21 aus. In der Saison 2021/22 startete sie hauptsächlich im Europacup. Mit Siegen im Fassatal und in Orcières entschied sie die Abfahrtswertung des Europacups für sich.
Am 19. Dezember 2023 trat sie vom Spitzensport zurück.

## Erfolge

### Weltcup
- 4 Platzierungen unter den besten 20

### Weltcupwertungen
| Saison  | Gesamt | Gesamt | Abfahrt | Abfahrt | Super-G | Super-G |
| Saison  | Platz  | Punkte | Platz   | Punkte  | Platz   | Punkte  |
| ------- | ------ | ------ | ------- | ------- | ------- | ------- |
| 2018/19 | 110.   | 13     | 41.     | 13      | –       | –       |
| 2019/20 | 120.   | 4      | 49.     | 4       | –       | –       |
| 2020/21 | 124.   | 2      | 46.     | 2       | –       | –       |
| 2022/23 | 80.    | 51     | 35.     | 27      | 39.     | 24      |
| 2023/24 | 117.   | 6      | 52.     | 1       | 52.     | 5       |

### Europacup
- Saison 2017/18: 4. Abfahrtswertung
- Saison 2018/19: 3. Abfahrtswertung
- Saison 2019/20: 4. Abfahrtswertung
- Saison 2021/22: 4. Gesamtwertung, 1. Abfahrtswertung
- 13 Podestplätze, davon 5 Siege:

| Datum             | Ort      | Land       | Disziplin |
| ----------------- | -------- | ---------- | --------- |
| 21. Dezember 2017 | Fassatal | Italien    | Abfahrt   |
| 21. Dezember 2017 | Fassatal | Italien    | Abfahrt   |
| 21. Dezember 2021 | Fassatal | Italien    | Abfahrt   |
| 13. Januar 2022   | Orcières | Frankreich | Abfahrt   |
| 14. Januar 2022   | Orcières | Frankreich | Abfahrt   |

### Juniorenweltmeisterschaften
- Davos 2018: 2. Abfahrt
- Fassatal 2019: 1. Abfahrt

### Weitere Erfolge
- 1 Schweizer Juniorenmeistertitel (Abfahrt 2018)
- 3 Siege in FIS-Rennen